# Brontes
Brontes a fost unul din ciclopi. Numele său însemna tunet.